# UFC Fight Night: Belfort vs. Henderson
UFC Fight Night: Belfort vs. Henderson 2 (también conocido como UFC Fight Night 32) fue un evento de artes marciales mixtas celebrado por Ultimate Fighting Championship el 9 de noviembre de 2013 en el Goiânia Arena en Goiânia, Brasil.

## Historia
El evento principal contó con una revancha entre los veteranos Vitor Belfort y Dan Henderson. Henderson derrotó a Belfort en su primer encuentro en 2006 en PRIDE 32 por decisión unánime.
Se esperaba que Thiago Tavares se enfrentara a Quinn Mulhern en el evento. Sin embargo, Mulhern se retiró de la pelea alegando una lesión y fue reemplazado por Justin Salas.
Johnny Eduardo y Lucas Martins estaban programados originalmente para enfrentarse en una pelea de peso gallo en esta tarjeta. Sin embargo, ambos peleadores se lesionaron y la pelea fue retirada de la tarjeta.

## Premios extra
Cada peleador recibió un bono de $50,000.
- Pelea de la Noche: Thiago Perpétuo vs. Omari Akmhedov
- KO de la Noche: Vitor Belfort
- Sumisión de la Noche: Adriano Martins